# Museo nazionale di San Matteo
El Museo nazionale di San Matteo (Museo Nacional de San Mateo) es un importante museo de pintura y escultura en Pisa, situado en la Piazzetta de San Matteo en Soarta.

## Características
Ubicado en el convento medieval de San Mateo, queda sobre el Arno con una elegante fachada gótica. Posee una serie completa de obras de los principales maestros pisanos y más en general toscanos desde el siglo XII hasta el XVII, además de algunos restos arqueológico y cerámica.
Entre las obras maestras medievales hay un políptico de Simone Martini con la Virgen y Niño con santos (Vergine col bambino e santi) (1321), la Cruz de Fucecchio (Croce di Fucecchio) de Berlinghieri Berlinghiero, el Crucifijo de Pisa del artista anónimo llamado Maestro bizantino del Crucifijo de Pisa  una Biblia de Calci miniada del siglo XIII y la estatua de la Virgen de la Leche (Madonna del latte), atribuida a Nino Pisano, un medio busto en mármol dorado, que representa a la Virgen en el momento de dar de mamar al Niño.
Muy interesante es la colección del primer Renacimiento, con un San Pablo (San Paolo) de Masaccio (1426), la sonriente Virgen con Niño (Madonna col bambino) de Gentile da Fabriano, la Virgen con Niño (Madonna col bambino) de Beato Angelico y el busto-relicario de San Rossore, obra de bronce de Donatello (1424-1427).
No obstante, como otros monumentos de Pisa, también el Museo Nacional se resiente de una cierta incuria, a pesar de que sus colecciones sean extraordinarias, con periódicos cierres parciales, con defectos de información, con muchas obras sin etiquetar y las salas que llevan al claustro sin numerar.
- Datos: Q1081881
- Multimedia: Museo di San Matteo (Pisa) / Q1081881